# Зириклы (Бижбулякский район)
Зириклы (баш. Ерекле) — село в Бижбулякском районе Башкортостана, центр Зириклинского сельсовета. Название происходит от чув. Çирĕклĕ — Ольховое.

## Население
| 2002 | 2009 | 2010 |
| ---- | ---- | ---- |
| 555  | ↗562 | ↘506 |

Согласно переписи 2002 года, преобладающая национальность — чуваши (89 %).

## Географическое положение
Расстояние до:
- районного центра (Бижбуляк): 13 км,
- ближайшей ж/д станции (Приютово): 53 км.